# Col·lecció de fòssils del Museu Nacional del Brasil

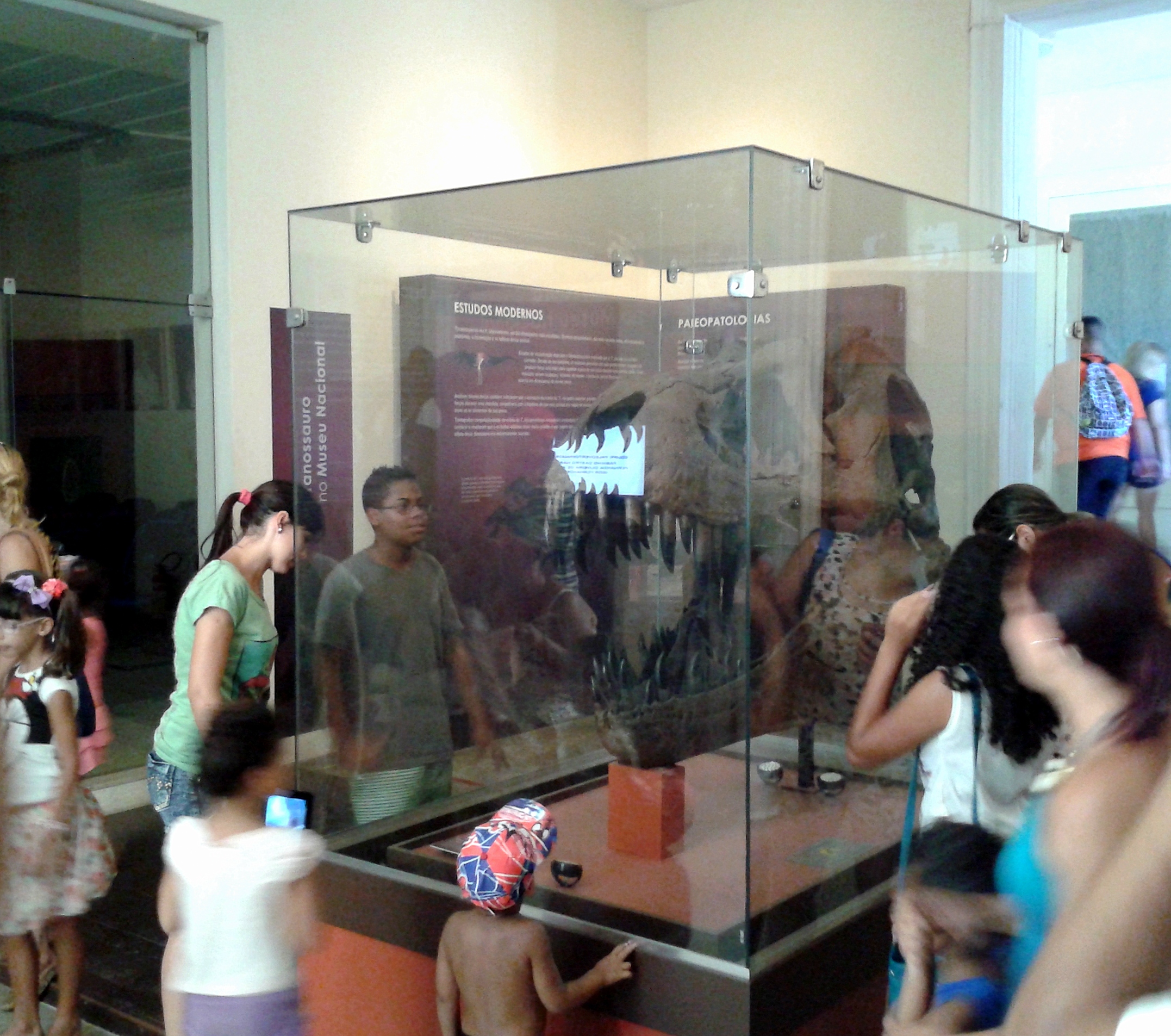
Exposició d'un crani de tyrannosaurus rex al museu

La Col·lecció de fòssils del Museu Nacional del Brasil era una col·lecció de fòssils del Museu Nacional del Brasil. L'estat de la col·lecció és desconegut després del foc que va destruir el museu el setembre de 2018. Abans de l'incendi el museu tenia una de les col·leccions paleontològiques més destacades d'Amèrica Llatina, amb un total de 56.000 exemplars i 18.900 registres, entre paleobotànica, paleoinvertebrats i paleovertebrats. La major part dels exemplars eren de fòssils de plantes i animals del Brasil, però també n'hi havia d'altres països, i alguns eren rèpliques, models i motlles.
| Imatge | Nom | Edat       | Període           | Origen                                                       | Notes       |
| ------ | --- | ---------- | ----------------- | ------------------------------------------------------------ | ----------- |
|        | Esquelet d'Angaturama limai | 110 Ma     | Cretaci primerenc | Formació de Santana                                          | [ 3 ] [ 4 ] |
|        | Crani de Lambeosaurus | 75 Ma      | Cretaci tardà     | Formació de Dinosaur Park                                    |             |
|        | Crani de Tyrannosaurus rex | 65 Ma      | Cretaci tardà     |                                                              |             |
|        | Luzia | 11 ka      |                   | Trobat a Lapa Vermelha IV, Lagoa Santa, Minas Gerais, Brasil |             |
|        | Esquelet de Dinodontosaurus | 290-225 Ma | Permià-Triàsic    | Formació Santa Maria                                         |             |
|        | Esquelet de Santanaraptor | 110 Ma     | Cretaci primerenc | Formació de Santana                                          |             |
|        | Esquelet de Dents de sabre | 1.8 Ma     | Plistocè          |                                                              |             |
|        | Fòssil Odonats | 105 Ma     | Cretaci primerenc | Formació Crato                                               | [ 5 ]       |
|        | Rèplica d'esquelet Maxakalisaurus topai | 80 Ma      | Cretaci tardà     | Formació d'Adamantina                                        | [ 6 ]       |
|        | Ala de Pterosaur |            |                   |                                                              |             |
|        | Esquelet Eremotherium | 1.8 Ma     |                   |                                                              | [ 7 ]       |
|        | Ruffordia goepperti |            |                   |                                                              |             |
|        | Esquelet Tupandactylus | 115 Ma     | Cretaci primerenc | Formació Crato                                               |             |
|        | Esquelet Tropeognathus mesembrinus | 110 Ma     | Cretaci primerenc | Formació de Santana                                          |             |
|        | Dastilbe crandalli | 105-110 Ma | Cretaci primerenc | Formació de Santana i Crato                                  | [ 8 ]       |
|        | Psaronius brasiliensis | 270 Ma     | Permià            | Piauí                                                        | [ 9 ]       |
|        | Aranyes | 105 Ma     | Cretaci primerenc | Formació Crato                                               | [ 10 ]      |
|        | Annularia, Asplenites, Bornia, Calamites, Cyclopteris, Equisetites, Glockeria, Hymenophylites, Lepidodendron, Lepidophyllum, Neuropteris, Odontopteris, Pecopteris, Sphenopteris, Sigillaria, Stigmaria, Volkmannia, Woodwardites |            | Carboniferous     | Europa                                                       | [ 11 ]      |
|        | Annularia, Asplenites, Bornia, Calamites, Cyclopteris, Equisetites, Glockeria, Hymenophylites, Lepidodendron, Lepidophyllum, Neuropteris, Odontopteris, Pecopteris, Sphenopteris, Sigillaria, Stigmaria, Volkmannia, Woodwardites |            | Carboniferous     | Europa                                                       | [ 11 ]      |
|        | Protoischnurus axelrodorum | 105 Ma     | Cretaci primerenc | Formació Crato                                               | [ 12 ]      |
|        | Araripemys barretoi | 110 Ma     | Cretaci primerenc | Formació de Santana                                          | [ 13 ]      |
|        | Bauruemys elegans | 80 Ma      | Cretaci tardà     | Presidente Prudente Formation                                | [ 14 ]      |
|        | Beurlenia araripensis | 105 Ma     | Cretaci primerenc | Formació Crato                                               | [ 15 ]      |
|        | Araripichthys castilhoi | 105-110 Ma | Cretaci primerenc | Formació de Santana i Crato                                  | [ 16 ]      |
|        | Stereosternum | 275 Ma     | Permià            | Formació Irati                                               | [ 17 ]      |
|        | Lizard | 105 Ma     | Cretaci primerenc | Formació Crato                                               | [ 18 ]      |